# Igling (Bahnhof)
Igling (Bahnhof) war ein Ortsteil/Gemeindeteil der Gemeinde Oberigling.
Seine Lage war der bis 1983 bestehende Bahnhof Igling an der Bahnstrecke München–Buchloe.
In den Amtlichen Ortsverzeichnissen für Bayern erscheint der Ortsteil erstmals in der Ausgabe von 1877, worin für 1875 elf Einwohner angegeben werden, keine Einwohner für 1871. Die letzte Nennung in den Ortsverzeichnissen erfolgt in der Ausgabe von 1973, die den Einwohnerstand vom 27. Mai 1970 und den Gebietsstand vom 1. Juli 1973 darstellt. Hierin ist der Ort als Gemeindeteil von Igling ohne Einwohner verzeichnet. Im Ortsverzeichnis 1978 wird Igling (Bahnhof) nicht mehr als Gemeindeteil genannt.
 Einwohnerentwicklung 
| Jahr        | 1875 | 1885 | 1900 | 1925 | 1950 | 1961 | 1970 |
| ----------- | ---- | ---- | ---- | ---- | ---- | ---- | ---- |
| Einwohner   | 11   | 26   | 52   | 42   | 6    | 3    | -    |
| Wohngebäude |      | 6    | 6    | 11   | 2    | 1    |      |